# Citrus assamensis
Citrus assamensis, comúnmente conocido como adajamir o lima jengibre, es un árbol perteneciente al género Citrus, dentro de la familia de las rutáceas. Se distribuye desde Assam hasta Bangladesh. 

## Descripción
El adajamir o lima jengibre, es un árbol con un follaje típico de cidra.
El fruto es más pequeño que un limón, con la piel amarilla, lisa y ligeramente acanalada. Su pulpa es de color amarillo verdoso, muy granulada.

## Distribución y hábitat
Su área de distribución va desde Assam (India) hasta Bangladesh y crece principalmente en el bioma tropical húmedo.

## Taxonomía
Citrus assamensis fue descrito por los botánicos R.M.Dutta y Bhattacharya y publicada por primera vez en la revista científica Indian Journal of Horticulture 8 (3): 3 en 1951.
Etimología
- Citrus: nombre genérico que proviene del latín citrus, que se refiere a los árboles y arbustos que producen frutas cítricas, como limones, naranjas y limas. El término citrus tiene sus raíces en el griego antiguo κίτρον (kítron), que significa 'cítricos' o 'fruto de cítricos'.
- assamensis: epíteto geográfico que deriva de la región geográfica de Assam (en el noreste de India), donde se encuentra o se ha descrito este organismo. El sufijo -ensis es un sufijo de origen latino que se utiliza para indicar procedencia o ubicación.[4]

## Uso culinario
Se cultiva principalmente en la región de Sylhet por su fruto, del cual se extrae un jugo muy ácido que presenta un aroma que recuerda al jengibre o al eucalipto. Este jugo se utiliza para hacer "tenga/khatta", el cual se suele cocinar con pescado.

## Galería

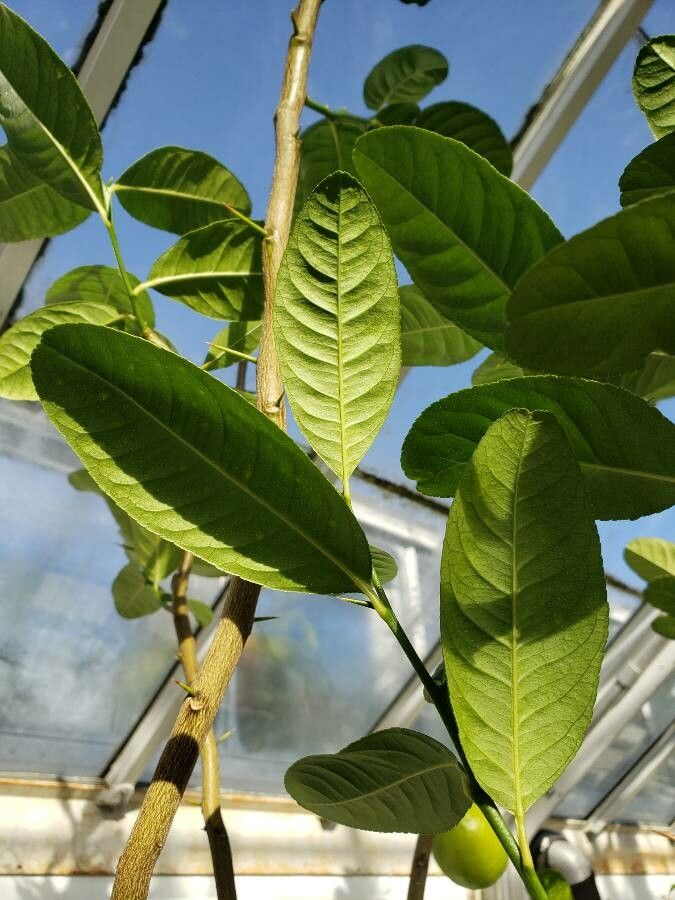
Detalle de las hojas
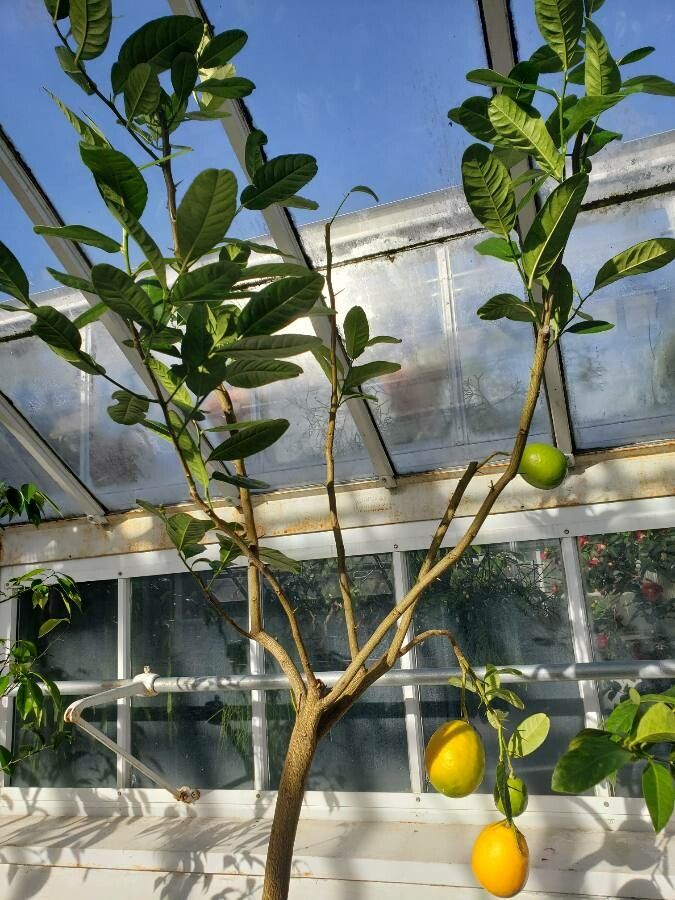
Planta con frutos
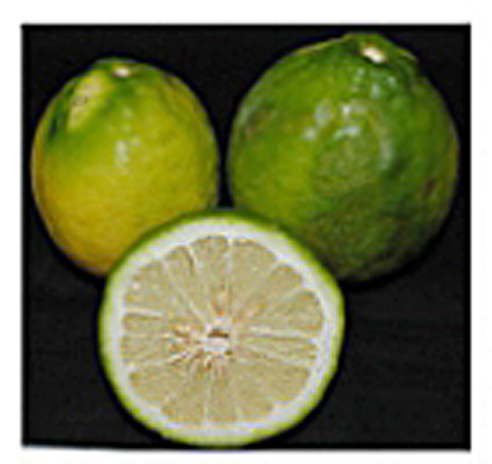
Interior del fruto